# Kerekes Gábor (képzőművész)
Kerekes Gábor, Kerekes Gábor '75 (Budapest, 1975. június 30. –) magyar képzőművész.

## Életrajza
Kerekes Gábor Budapesten él . Képzőművészetében a klasszikus festészet irányából kilépve, a két dimenziós sík alternatív meghódításán munkálkodik.

## Munkássága
A sík felületektől eltávolodva, közösségi terekben kezdett nagyméretű helyspecifikus installációk építésébe, majd folytatva az útkeresést, jelenleg a kollázs technikával kísérletezik, ami 2006 óta rabul ejtette. Alkotásai készítésénél azóta ez lett a meghatározó elem.
Installációiban, kollázsaiban az újrahasználás elvét követi. Jellemzően hulladékból, textilből, régi használati tárgyakból, magazinokból dolgozik, végeredményeket tekintve azonban nem sorolható a junk-esztétika képviselői közé. A felhasznált elemek egységesen meg tudnak jelenni hivatalos kiállítási installációkban éppúgy, mint egy kísérleti elektronikus tánczenei parti látványelemeként, vagy egy rendezvényre készített bútorzatban.
Aprólékos munkamódszere a szerzetesek repetitív tevékenységéhez rokonítja.
Képzőművészete mellett, zenei, kurátori, szervezői, installátori és civil munkákat is végez.

## Tanulmányok
2006-2009 Derkovits Gyula képzőművészeti díj ösztöndíjasa
1997-2003 Magyar Képzőművészeti Egyetem, festő szak, Budapest
1996-1997 Novus Művészeti Szakközépiskola ösztöndíjasa, festő szak, Budapest
1990-1994 Képző- és Iparművészeti Szakközépiskola, szobrász osztály/ötvös, Budapest

## Egyéni kiállítások
- 2011 •„Bábel-a növekvő város” Viltin Galéria, Budapest
- 2011 • Vándorlás 1998–2011 long version, Szoba Galéria, Pécs • MiXi, Cökxpon Központ, Budapest.
- 2010 • Beach Party, Stúdió Galéria, Budapest • Terra Cognita, Lumen Galéria, Budapest
- 2009 • Chill sátor, O.z.o.r.a. fesztivál, Ozora
- 2008 • Mitten im Achten, Nyolcadik kerületi Polgármesteri Hivatal, Bécs (A)
- 2008 • Oázis, Public Art – országos köztéri művészeti alkotások [Ferenczy Zsolttal], Baltazár Dezső tér, Debrecen
- 2007 • Vándorlás – Cale fesztivál, Reaktor 21 Galéria, Fundao, Portugália
- 2006 • Városi Nomád, Nagytétényi Szabadidőközpont, Budapest
- 2005 • Deep Space / chill out city system, Mono Club, Budapest
- 2004 • 7, [Thiesz Angélával], Liget Galéria, Budapest • Törzs, Almássy Téri Szabadidőközpont, Budapest
- 2003 • Gallery by Night [Leopold Kessler-el], Stúdió Galéria, Budapest • Relaxing Flow / Pihentető Áramlás, Pécsi Galéria, Pécs
- 2002 • Lobby/Office piece for Budapest projekt, Sputnik projekt Kunstverein [Lisbeth Bikkel és Jos van der Pollal], München és Stúdió Galéria, Budapest
- 2002 • Attendometer2 projekt, Goethe Intézet, Budapest
- 2002 • Medi/t/ation Space [Markus Lerviksszel], Stúdió Galéria, Budapest
- 2000 • T-SHIRT, Bercsényi 28-30 Galéria, Budapest

## Workshopok
- 2001: Real Presence, nemzetközi művészeti workshop, Belgrád (SRB).
- 2000: Inhabiting spaces EASA nemzetközi építészeti workshop (sesam), Monostori erőd, Komárom; ORESTE 3, nemzetközi művészeti workshop, Montescaglioso.

## Válogatott csoportos kiállítások
- 2011 • Senior kiállítás, Stúdió Galéria, Budapest • Szociál Bazár, Stúdió Galéria, Budapest
- 2010 • Félreérthetetlen mondatok, Az újragondolt gyűjtemény, Ludwig Múzeum, Budapest
- 2010 • Májszpész, Duna Galéria, Budapest
- 2010 • 9/29, Kertész29 Galéria, Budapest
- 2007 • Képzeletbeli Éden, Impex, Budapest (B)
- 2007 • Brüsszeli Magyar Intézet, Brüsszel (B)
- 2007 • Paraíso Imaginário FotoRio 2007 Festival, Rio de Janeiro (BR)
- 2007 • Dunaújvárosi Fotóbiennálé, Dunaújváros
- 2006 • Urban Potentials / Rejtett városi tartalékok Városház tér, Budapest
- 2006 • Self stories Magyar Intézet, Berlin
- 2006 • I image – 5. international Festival of Photography, Łódź és Central European House of Photography, Pozsony (SK)
- 2005 • Magánügy? Műcsarnok, Budapest
- 2005 • Én kép – Közép-európai én történetek, Dorottya Galéria és Lumen Galéria, Budapest
- 2003 • Transmissionen / Átadás, Képzőművészeti Akadémia, Stuttgart (D)
- 2002 • Superfluos Gesture / Fölösleges gesztusok, Magyar Intézet, Berlin (D) • Overwerk / Túlmunka, Tent, Rotterdam (NL)
- 2001 • Szerviz, Műcsarnok, Budapest
- 2001 • Rövid történetek, Budapest Galéria Kiállítóháza, Budapest
- 2000 • Szabadesés, Trafó Kortárs Művészetek Háza, Budapest
- 1999 • Komoly és Fiatal, Ernst Múzeum, Budapest
- 1998 • Vajda Lajos Stúdió, Szentendre

## Katalógusok
- Derkovits ösztöndíjasok 2009, Lektorátus, 2009
- Derkovits ösztöndíjasok 2008, Lektorátus, 2008
- „Képzeletbeli Éden” Lumen Fotóművészeti Alapítvány, Rio de Janeiro, Budapest, 2007
- Dunaújvárosi 2007 Fotóbiennálé, Dunaújváros, 2007
- 5 International Festival of Photography, Łódź, 2006
- „Magánügy?” Műcsarnok, Budapest, 2005
- „Én kép” Dorottya Galéria, Budapest, 2005
- „Transmissionen / Átadás” Képzőművészeti Akadémia, Stuttgart, 2003
- „Szerviz” Műcsarnok, Budapest, 2001
- „Rövid történetek” Budapest Galéria Kiállítóháza, Budapest, 2001
- „Komoly és Fiatal” Ernst Múzeum, Budapest, 1999

## Kurátori tevékenység
- 2009 • Váró, Contemporary City, Pécs
- 2008 • Újratöltve – technikai reneszánsz, Stúdió Galéria, Budapest és Csikász Galéria, Veszprém
- 2006 • Stúdió Garage, Körút Fesztivál, Budapest
- 2006 • Instant – FKSE csoportos kiállítás, Írókéz Galéria, Szombathely
- 2005–2007 • Stúdió Galéria, Budapest
- 2005–2006 • Mono Klub és Galéria, Budapest
- 2005 • Hang – Gallery by Night, Stúdió Galéria, Budapest [Szövényi Anikóval]
- 2005 • No Man’s Land 2005, Goa Psychedelic Trance fesztivál, Dabas
- 2004 • Vidámpark projekt, összművészeti fesztivál, Pécsi Vidámpark, Pécs
- 2003 • Oázis program (Lumen Fotóművészeti Alapítvánnyal), Dinamó, Budapest
- 2001 • James Ensor parti TV-torony, Pécs
- 2000-től • Cökxpon Ambient Fesztiválok • Lakáskiállítás projekt

## Cikkek, Interjúk, Portrék
- Artbázis: Telek[halott link]
- Bábel
- KULTer: Vándorlás
- Ludwig Múzeum: A két dimenziós képsík meghódítása
- Megépült Bábel tornya Archiválva 2013. december 14-i dátummal a Wayback Machine-ben
- Médiawave: Papírkollázsok
- Művész-világ
- Nyugat.hu: Art Market 2013
- Revizor: Mother Nature
- Vándor éji baja
- Videó portré

## Külső hivatkozások
- Kerekes Gábor
- Kerekes Gábor 75